# Azerley
Azerley är en ort och civil parish i Storbritannien.   Den ligger i grevskapet North Yorkshire och riksdelen England, i den centrala delen av landet, 300 km norr om huvudstaden London. Azerley ligger 103 meter över havet och antalet invånare är 355.
Terrängen runt Azerley är platt åt sydost, men åt nordväst är den kuperad. Runt Azerley är det ganska tätbefolkat, med 120 invånare per kvadratkilometer. Närmaste större samhälle är Harrogate, 19,9 km söder om Azerley. Trakten runt Azerley består till största delen av jordbruksmark.